# Novella Calligaris
Novella Calligaris (ur. 27 grudnia 1954 w Padwie) – włoska pływaczka specjalizująca się w stylu dowolnym i zmiennym, trzykrotna medalistka olimpijska, mistrzyni świata i wicemistrzyni Europy, była rekordzistka świata; dziennikarka.

## Kariera
W 1968 roku mając niespełna 14 lat reprezentowała Włochy na Letnich Igrzyskach Olimpijskich w 1968 w Meksyku. Swoje starty zakończyła na etapie eliminacji. W pływaniu na dystansie 400 m stylem dowolnym w serii 5 z czasem 4:59,4 zajęła 3. miejsce, na dystansie 200 m stylem dowolnym w serii 2 z czasem 2:26,3 zajęła 5. miejsce, na dystansie 800 m stylem dowolnym w serii 4 z czasem 10:21,0 zajęła 3. miejsce.
w 1970 podczas mistrzostw Europy w Barcelonie zdobyła brązowy medal na 800 m stylem dowolnym z czasem 9:38,8.

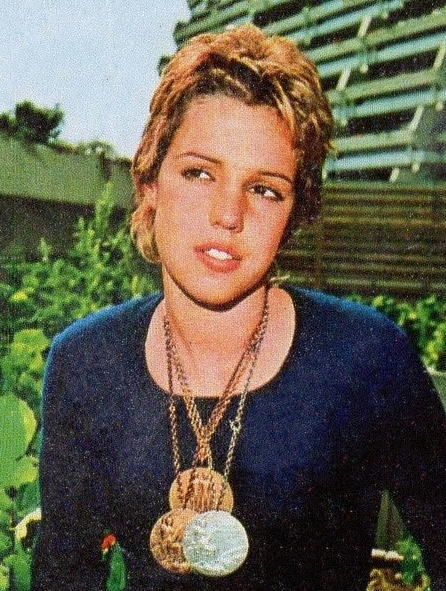
Novella Calligaris w 1972 roku

W 1972 na Letnich Igrzyskach Olimpijskich w Monachium jako pierwsza Włoszka w historii wywalczyła medale olimpijskie w pływaniu. Pierwszy z nich, srebrny zdobyła w konkurencji 400 m stylem dowolnym, w której czasem 4:22,44 ustanowiła nowy rekord Europy. Na dystansie 400 m stylem zmiennym z czasem 5:03,99 ustanowiła rekord Europy i wywalczyła brązowy medal, a na dystansie 800 m stylem dowolnym z czasem 8:57,46 ustanowiła rekord Europy i zdobyła brązowy medal.
W 1973 roku podczas pierwszych mistrzostw świata w Belgradzie Calligaris z czasem 8:52,973 pobiła rekord świata na dystansie 800 m i zdobyła złoty medal. Zdobyła także brązowe medale w konkurencjach 400 m stylem dowolnym z czasem 4:21,978 i 400 m stylem zmiennym z czasem 5:02,02.
W 1974 na mistrzostwach Europy w Wiedniu wywalczyła srebrny medal na 800 m stylem dowolnym i brązowy medal na 400 m stylem dowolnym.
Po zakończeniu kariery sportowej w 1975 zaczęła współpracę z Corriere della Sera jako dziennikarka. Pisała sprawozdania z Mistrzostw Świata w Pływaniu 1975 w Cali w Kolumbii. W 1976 przeniosła się do programu Niedziela Sportowa (wł. la Domenica Sportiva) nadawanego przez telewizję RAI, a w latach 1983-1985 była jednym dyrektorów tego programu. Od 2000 pracowała jako dziennikarka w RaiNews24.
W 1986 roku została wprowadzona do International Swimming Hall of Fame. Była trenerem włoskiej pływackiej narodowej kadry juniorów w Rzymie.
W marcu 2021 została wybrana na prezesa Włoskiego Stowarzyszenia Olimpijskiego Azzurri (wł. Associazione Azzurri olimpici d’Italia).

## Wyróżnienia
Calligaris została uznana za najlepszą pływaczkę świata 1973 roku (po ujawnieniu stosowania dopingu przez reprezentantki NRD).

## Życie prywatne
Pochodzi z rodziny o pływackich tradycjach. Brat Novelli, Mauro również startował w konkurencji 400 m stylem zmiennym w Letnich Igrzyskach Olimpijskich w Monachium w 1972.